# Оквејл (Западна Вирџинија)
Оквејл (енгл. Oakvale) град је у америчкој савезној држави Западна Вирџинија.

## Демографија
По попису из 2010. године број становника је 121, што је 21 (-14,8%) становника мање него 2000. године.
| Група             | 2000.       | 2010.        |
| Белци             | 139 (97,9%) | 121 (100,0%) |
| Афроамериканци    | 2 (1,4%)    | 0 (0,0%)     |
| Азијати           | 0 (0,0%)    | 0 (0,0%)     |
| Хиспаноамериканци | 0 (0,0%)    | 0 (0,0%)     |
| Укупно            | 142         | 121          |